# Sheila Florance
Sheila Florance (St. Kilda, Victoria; 24 de julio de 1916-Melbourne, Victoria; 12 de octubre de 1991) fue una actriz australiana de teatro, cine y televisión, conocida por su papel como la alcohólica Lizzie Birdsworth en la serie de televisión Prisoner. 
Fue la hija mayor del matrimonio formado por la costurera Frances Josephine y el profesor James Horn Florance. Educada en Presentation Collage, Windsor, abandonó sus estudios a los 15 años con el apoyo de su padre, pues empezó a interesarse en la actuación. Para ganar experiencia, actuó en pequeños roles en el Pequeño Teatro de Melbourne en South Yarra. Uno de sus primeros papeles le surgió en 1935 en la obra de John Hasting Turner, The Spot on the Sun, protagonizada por la actriz británica Ada Reeve.
Se casó con un británico en 1934 y se trasladó a Londres, Inglaterra, donde vivió la Segunda Guerra Mundial. Su esposo murió en campo de batalla sirviendo en la milicia de su país. Este hecho ocurrió en Normandía, diez años después de contraer nupcias, en 1944.
Florance regresó a Australia en 1948, donde se convirtió en actriz de teatro, cine y televisión. Florance fue conocida por ser una extraordinaria contadora de historias y fue mayormente reconocida por las fiestas que brindaba en su hogar. Falleció en 1991 víctima del cáncer de pulmón, una semana después de haber recibido un AACTA como mejor actriz por su último papel en la película A Woman's Tale.

## Filmografía seleccionada
| Year      | Title                  | Role | Notes                               |
| --------- | ---------------------- | --- | ----------------------------------- |
| 1959      | Emergency              | Petula Rogers | Episodio: "Mind Over Matter"        |
| 1962-1963 | Consider Your Verdict  | Laura Radford / Jocelyn Matthews | 2 episodios                         |
| 1965      | Clay                   | Sordomuda |                                     |
| 1965      | The Magic Boomerang    | | Episodio: "The Stand-In"            |
| 1965      | Romanoff and Juliet    | | Película para televisión            |
| 1965      | Dangerous Corner       | | Película para televisión            |
| 1965-1975 | Homicide               | Laura Wishart / Mrs Miller / Mrs. Nugent / Annabelle Thomkins / Jane Cochrane / Edna Kane / Mrs Wakefield / Mrs Galbraith / Neighbour / Mrs Greenfield / Dueña de un motel / Sister Ignatius / Edna Jones / Mrs Trainer / Miss FGregory / Grace Walker / Emma Perkins / Margaret | 18 episodios                        |
| 1969      | Two Thousand Weeks     | Mujer en barco | desacreditada                       |
| 1970-1974 | Division 4             | Mujer / Mrs. James / Mrs. Mitchell / Mre.Finney / Administradora del hotel / Mrs. Morris / Miss Bobby Paigeley |                                     |
| 1971      | Country Town           | Mrs Bacon |                                     |
| 1971-1976 | Matlock Police         | Grace Falconer / Mrs. Rees / Emily Morrison | 7 episodios                         |
| 1972      | Bellbird               | Dossie Rumsay | 176 episodios                       |
| 1973      | Ryan                   | Lorna Russell | Episodio: "Liz"                     |
| 1974      | Petersen               | Madre de Tony |                                     |
| 1976      | End Play               | Mavis Lipton |                                     |
| 1976      | Tandarra               | Cuddy | Episodio: "The Manly Art"           |
| 1976      | Illuminations          | |                                     |
| 1976      | The Devil's Playground | Mrs Sullivan |                                     |
| 1977      | Raw Deal               | Anciana |                                     |
| 1977      | Bluey                  | Mrs. O'Brien | Episodio: "The Fat Cat"             |
| 1977      | Summerfield            | Miss Gleeson |                                     |
| 1978      | Bobby Dazzler          | Mrs. Jollie | Episodio: "Command Performance"     |
| 1978      | Cop Shop               | Mami | 1 episodio                          |
| 1979      | Mad Max                | May Swaisey | acreditada como Sheila Florence     |
| 1981      | Prisoner in Concert    | Lizzie Birdsworth | Película para televisión            |
| 1979-1984 | Prisoner               | Lizzie Birdsworth | 404 episodios                       |
| 1984      | Winners                | Esme | Episodio: "The Other Facts of Life" |
| 1986      | Handle with Care       | Margaret's Mother | TV movie                            |
| 1986      | Cactus                 | Martha |                                     |
| 1987      | The Tale of Ruby Rose  | Abuela |                                     |
| 1987      | Hungry Heart           | Abuela |                                     |
| 1988      | Rafferty's Rules       | Mrs. Patterson | Episodio: "Waifs and Strays"        |
| 1988      | Becca                  | Old Becca | Película para televisión            |
| 1989      | Round the Twist        | Madame Fortune | Episodio: "Lucky Lips"              |
| 1990      | Golden Braid           | Lady with Clock |                                     |
| 1990      | Nirvana Street Murder  | Molly |                                     |
| 1990      | Col'n Carpenter        | | 2 episodios                         |
| 1991      | A Woman's Tale         | Martha | (último papel)                      |